# Le Fetiche Maya
Le Fétiche Maya – komputerowa przygodowa gra akcji wyprodukowana i wydana przez francuskie studio Silmarils w 1989 roku. Początkowo gra ukazała się w wersji dla DOS, w roku 1990 doczekała się konwersji na Amigę i Atari ST.

## Rozgrywka
Le Fétiche Maya jest przygodową grą akcji, która była tworzona z myślą o obsłudze za pomocą dżojstika. Bohaterem gry jest Michael Fairbanks, uczeń pewnego znanego archeologa, przybywający do Meksyku. Fairbanks, dowiedziawszy się o śmierci mentora, wyrusza na poszukiwania starożytnego artefaktu w świątyni Majów. W tym zamiarze przeszkadza mu rywal zwany Karloffem, który również próbuje przywłaszczyć sobie skarb Majów. Obaj rywale wielokrotnie spotykają się w trakcie rozgrywki i walczą ze sobą. Gra obejmuje również mechanikę opartą na podróży jeepem. Podczas jazdy należy uważać, by nie ominąć mostów i nie spaść w przepaść. Część przygodowa gry polega na eksplorowaniu miast Majów i unikaniu licznych pułapek, ale również na handlu z tubylcami.

## Odbiór i znaczenie
Alain Huyghues-Lacour w piśmie „Tilt” ocenił Le Fétiche Maya jako „znakomitą grę przygodową”, pisząc jednocześnie, że „Silmarilsowi udało się umiejętnie odtworzyć ducha wielkich filmów przygodowych w najczystszym stylu hollywoodzkim”. Jacques Deconchat z „Science et Vie Micro” doceniał „ciekawą fabułę, dobrze zaprojektowaną scenografię, solidną animację i udane efekty dźwiękowe”. Bernard Jolivait z „Micro Mag” zachwalał „pieczołowicie wykonaną grafikę i animacje”.
Sukces Le Fétiche Maya zaowocował powstaniem kolejnej gry Silmarils o tej samej mechanice: Colorado (1990).